# Шама андаманська
Ша́ма андаманська (Copsychus albiventris) — вид горобцеподібних птахів родини мухоловкових (Muscicapidae). Ендемік Індії. Раніше вважався підвидом білогузої шами, однак був визнаний окремим видом.

## Опис
Довжина птаха становить 25 см, враховуючи хвіст довжиною 12 см. У самців голова, спина, крила, горло і груди чорні з синім відблиском, живіт білий, решта нижньої частини тіла рудувато-каштанова, на надхвісті біла пляма, крайні стернові пера білі. У самиць верхня частина тіла сірувато-коричнева, нижня частина тіла у них світліша. Дзьоб чорний, лапи рожеві. Забарвлення молодих птахів є подібне до забарвлення самиць.

## Поширення і екологія
Андаманські шами є ендеміками Андаманських островів. Вони живуть у вологих рівнинних тропічних лісах, в рідколіссях, чагарникових і мангрових заростях, на плантаціях і в садах. Живляться коахами та іншими безхребетними.